# SN 1966F
SN 1966F – supernowa odkryta 15 lipca 1966 roku w galaktyce NGC 4453. W momencie odkrycia miała maksymalną jasność 16,50m.